# Rodrigo Días Carneiro
Rodrigo Días Carneiro, més conegut com a Rodrigao, és un exfutbolista brasiler, nascut a Uberlândia, Minas Gerais el 20 de maig de 1972. Ocupava la posició de migcampista.
Rodrigao va destacar al seu país a les files del Botafogo. Després va passar jugar a la lliga portuguesa, a la União Madeira i a l'Sporting de Braga. A la temporada 97/98 milità a l'Sporting de Gijón de la primera divisió espanyola, però no va tenir massa èxit a l'equip asturià. Va tornar primer cap a Portugal i després a Brasil per retirar-se al Botafogo l'any 2001. Va jugar amb les categories inferiors de la selecció brasilera.